# Estación de Faro
La Estación Ferroviária de Faro, más conocida como Estación de Faro, es una plataforma ferroviaria de la Línea del Algarve, que sirve a la localidad de Faro, en el Distrito de Faro, en Portugal.

## Características

### Localización y accesos
Esta plataforma se encuentra junto a la Avenida de la Estación de los Ferrocarriles, en la ciudad de Faro.

### Características físicas
En 2005, esta plataforma tenía la clasificación "C" de la Red Ferroviaria Nacional; en ese año, estaba servida por 8 vías de circulación, encontrándose habilitada la realización de maniobras de material circulante.
En 2007, efectuaba las informaciones sonoras a los pasajeros en las estaciones y apeaderos de Tunes, Albufeira, Boliqueime, Loulé, Parque das Cidades y Portimão.
En 2009, las extensiones de las vías eran de 388, 268, 228, 323, 275, 225, 125 y 125 metros, y las plataformas tenían 340, 175, 175, 315, 285, 240 y 80 metros de longitud, teniendo cada una 90 centímetros de altura.
En enero de 2011, el esquema de la estación ya había sido modificado, pasando a tener seis vías, con longitudes de 403 a 242 metros; las plataformas presentaban 488 a 175 metros de extensión, y de 30 a 70 centímetros de altura.

## Historia

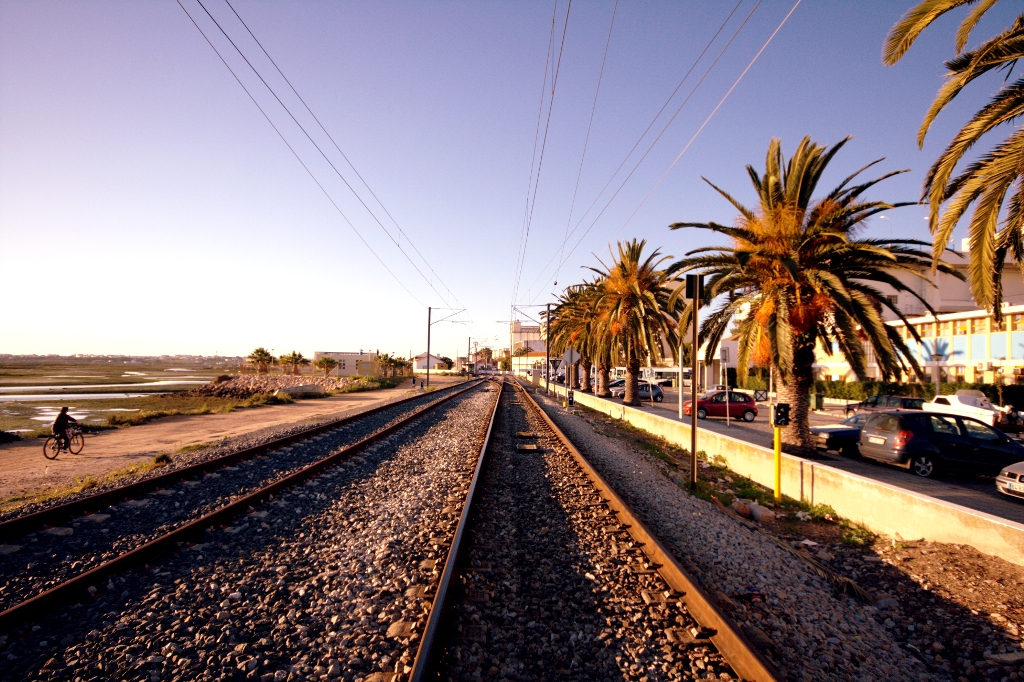
Entrada Sureste de la Estación de Faro.

### Planificación y construcción de la Línea del Sur hasta Faro
Desde 1858 se discutió la continuación de la Línea del Sur, que en ese momento terminaba en Beja, hasta Faro. El 21 de abril de 1864 es firmado un contrato entre el gobierno y la Compañía de los Ferrocarriles de Sur y Sudeste, con el fin de construir la conexión ferroviaria entre la capital alentejana y el Algarve; y, el 25 de enero de 1866, una carta de ley estableció que la línea debería terminar en Faro, y que debería estar concluida el 1 de enero de 1869.
A finales de 1866, los trabajos de movimiento de tierras estaban casi acabados entre Boliqueime y Faro; las vías de apartado de varias estaciones, siete casas de guardia y los edificios principales de las estaciones de Loulé y Boliqueime ya se encontraban construidas; la casa de las máquinas de Faro estaba casi edificada; y algunos kilómetros de vía fuera de las estaciones ya se encontraban asentadas.
El 1 de julio de 1875, es publicada una ordenanza encargando a Nuno Augusto de Brito Taborda, director del Ferrocarril del Sudeste, de crear un proyecto definitivo para el Ferrocarril del Algarve; en el mismo día, es publicado un decreto que ordena el estado la construcción de este ferrocarril. El gobierno abre concurso para la construcción de este ferrocarril el 26 de enero de año siguiente. A finales de 1876, la vía entre Faro y São Bartolomeu de Messines se encontraba totalmente asentada, faltando, también, concluir la vía entre esta estación y Casével.
En el plan original para la continuación de la Línea del Algarve hasta Villarreal de San Antonio, la estación sería terminal, o sea, la vía se uniría antes de llegar a Faro, teniendo las composiciones que invertir su marcha antes de proseguir a Sotavento.

### Inauguración
La primera composición en llegar a la estación de Faro, el 21 de febrero de 1889, consistió en una composición formada por varios vagones de mercancías, con el objetivo de probar la resistencia de la vía. el 1 de julio de 1889 se produjo la apertura al servicio del tramo entre Faro y Amoreiras y la inauguración oficial de la Estación de Faro por la Familia real portuguesa; para la ceremonia, la estación fue decorada con escudos, blasones y armas de las principales localidades de la región atravesadas por el transporte ferroviario.

### Otros desarrollos a lo largo delsigloXX
En 1902, fue construida una nueva línea de servicio en esta estación. En el mismo año, fue instalada una dependencia del "Servicio de Estudios y Construcção de Líneas de la Rêde Complementario de los Ferrocarriles al Sur del Tajo", parte integrante de la Dirección de Sur y Sudeste de los Ferrocarriles del Estado; el objetivo de esta división era construir los tramos entre Faro y Villarreal de San Antonio y entre Silves (Portugal) y Portimão.
En 1905, se reforzaron los servicios entre Faro y Tavira, debido al volumen de tráfico entre estas dos estaciones.

### Movimiento de mercancías y pasajeros

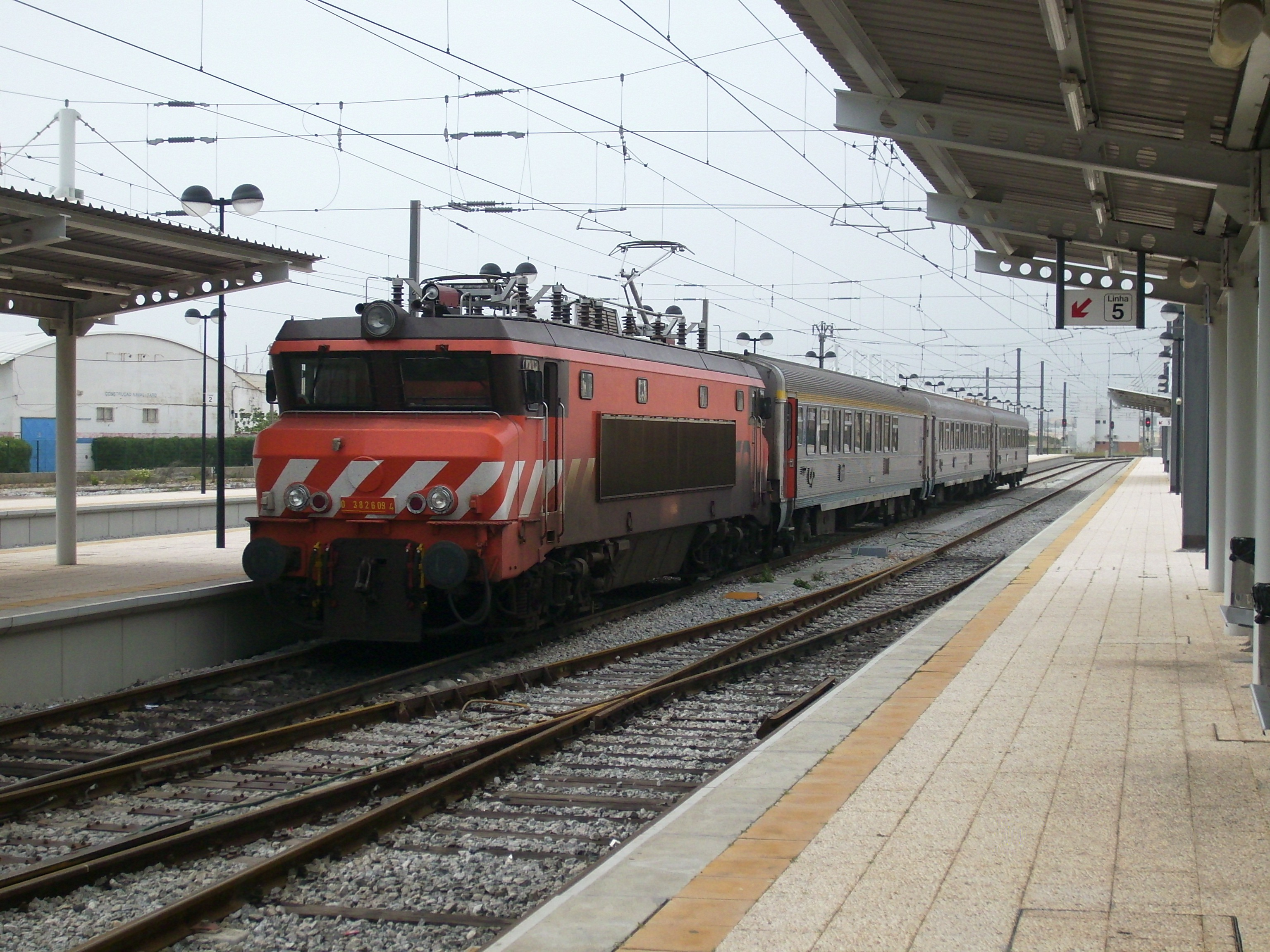
Composición del servicio Intercidades aparcada en la Estación de Faro

Al principio, esta estación era servida principalmente por composiciones mixtas, o sea, formadas por vagones y vagonetas para transporte de correo o mercancías. El movimiento de mercancías en la estación, durante el siglo XX, se basó en la llegada de carbón y metales procedentes de Villarreal de San Antonio. En 1972, el movimiento de mercancías observado en la Estación se componía de la llegada de trigo de Castromarín, Tavira, Fuseta y Vila Real de Santo António, en régimen de grandes volúmenes (vagones completos); salidas de adobes (procedentes de la división de la Compañía Unión Fabril de Faro) a Villareal de San Antonio, Castromarín, Cacela, Concepción, Tavira, Luz de Tavira y Livramento, y harinas y aceites para todo el Algarve.
Las crisis que se produjeron a lo largo del siglo XX, y la falta de infraestructuras adecuadas causaron un declive en la importancia de la Estación de Vila Real de Santo António como intercambiador de mercancías, ganando la Estación de Faro predominancia en esta función; pero esta estación mantuvo siempre una elevada importancia como intercambiador, influenciando económicamente un área que abarcaba hasta a los ayuntamientos de Albufeira y Vila Real de Santo António, y asumiéndose como un núcleo industrial de molido de cereales y panificadora, teniendo infraestructuras para almacenamiento de trigo importado o regional. La Estación de Faro mantuvo, también, un importante tráfico de pasajeros con las Estaciones de Cacela, Olhão y Fuzeta.

### Impacto cultural del transporte ferroviario en Faro
El transporte ferroviario dinamizó la cultura en Faro, al aumentar en variedad y número los espectáculos, especialmente teatros, variedades, circos y funciones.

### SigloXXI

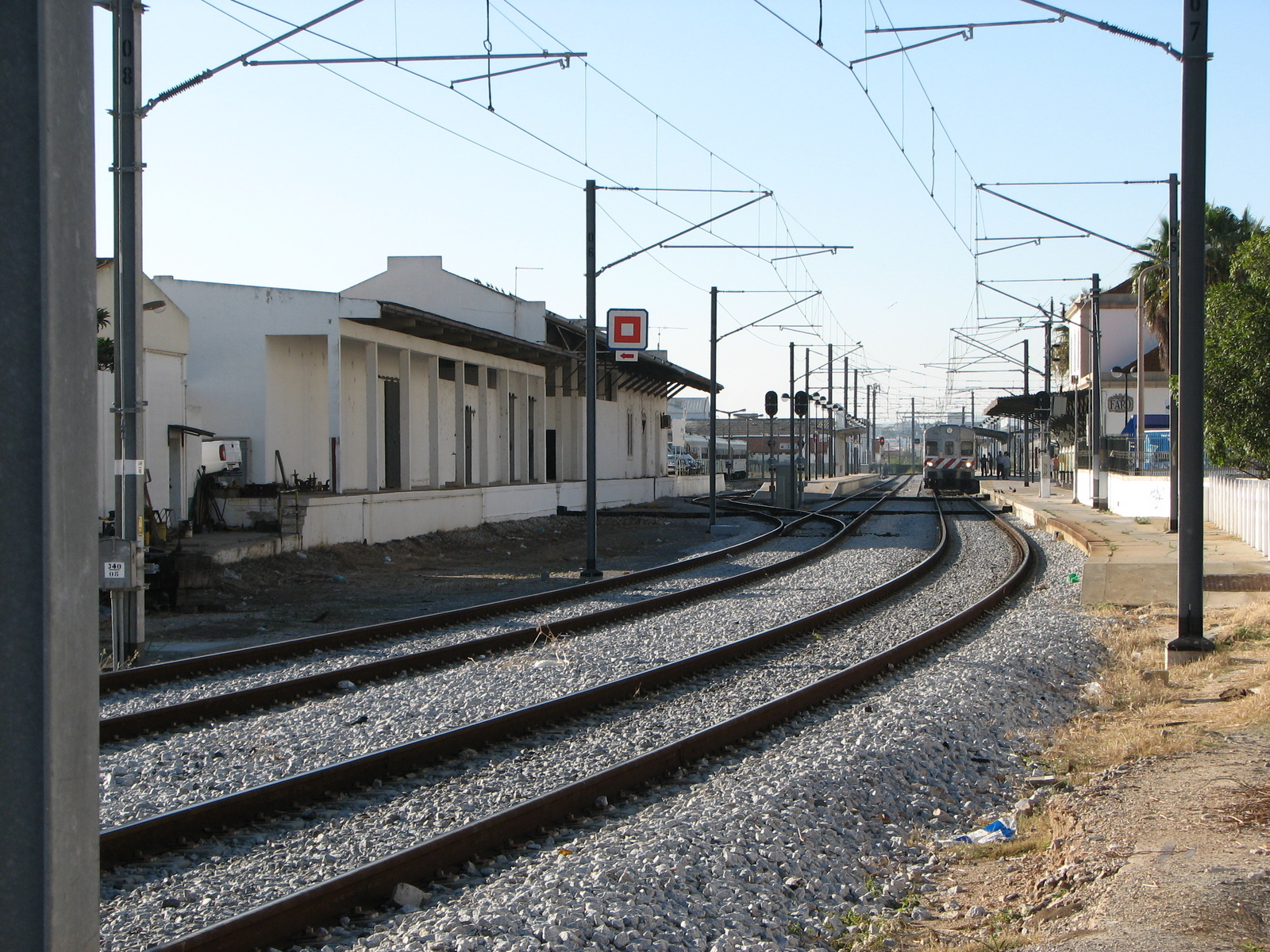
Vista general de la Estación de Faro

En 2003, la Red Ferroviaria Nacional construyó el nuevo edificio para el Centro de Tráfico Centralizado de Faro; en 2004, se instaló una estación de concentración, y la plataforma en si sufrió una remodelación.
En marzo de 2009, un practicante de parkour fue electrocutado mientras practicaba este deporte en la Estación.
En marzo de 2010, la Asociación Recreativa y Cultural de Músicos, una organización ubicada en las inmediaciones de la Estación de Faro, recibió una orden de expropiación del tribunal; esta acción se debe a un plan de la Cámara Municipal de Faro, con el objectivo de recalificar la zona de la ciudad junto a la Estación.